# Малахов, Николай Николаевич
Никола́й Никола́евич Мала́хов (1827, Архангельск — 4 апреля 1908, Санкт-Петербург) — русский военный и государственный деятель, генерал от инфантерии (06.12.1895).

## Биография
Родился 6 (18) мая 1827 года (в Петербургском некрополе — 1826) в Архангельске, в семье управляющего таможней Н. А. Малахова (подполковника русской армии в отставке с 1825 года, потомственного дворянина; род Малаховых записан во второй части родословной книги Московской губернии). Мать — Е. С. Тагайчикова, дочь провинциального секретаря Галичского уезда Костромской губернии; 14 мая 1827 — крещён в православном Архангельском кафедральном соборе.

### Хронологический послужной список
- 1846 — окончил Школу гвардейских подпрапорщиков и кавалерийских юнкеров по 1-му разряду и выпущен из унтер-офицеров прапорщиком в Егерский лейб-гвардии полк[1].
- ст. 06.12.1848 — подпоручик.
- 1848 — прикомандирован к Школе гвардейских подпрапорщиков и кавалерийских юнкеров для испытания в должности ротного офицера. По окончании получил должность ротного офицера этой школы.
- 1849 — участие в кампании 1849 года в Венгрии и Трансильвании.
- ст. 06.12.1852 — поручик.
- ст. 24.08.1854 — штабс-капитан.
- 1858 — полицмейстер Школы гвардейских подпрапорщиков и кавалерийских юнкеров.
- 17.04.1858 — награждён орденом Святого Станислава 3-й степени.
- ст. 03.04.1860 — капитан.
- 17.04.1860 — награждён орденом Святой Анны 3-й степени.
- 17.04.1862 — награждён орденом Святого Станислава 2-й степени.
- ст. 17.04.1863 — полковник, назначен командиром роты в Николаевском училище гвардейских юнкеров (бывшая школа)[2]. В должности командира роты находился 2 года и 7 месяцев.
- 1864 — получил императорскую корону к ордену Святого Станислава 2-й степени
- 04.11.1864-30.05.1871 — откомандирован в распоряжение командующего Виленским военным округом, назначается начальником формировавшегося тогда Виленского пехотного юнкерского училища[3].

Правильная постановка с первых же дней существования училища учебного и строевого дела обязана трудам первого начальника училища полковника Малахова.— Военная энциклопедия
- 30.07.1866 — награждён орденом Святой Анны 2-й степени.
- 1866 — единовременно — 732 рубля.
- 1868 — единовременно — 732 рубля.
- 04.01.1870 — награждён орденом Святого Владимира 4-й степени.
- ст. 28.03.1871 — генерал-майор (за отличие).

Почти семилетняя плодотворная деятельность генерала Малахова на пользу училища была по достоинству оценена Государемъ Императоромъ, какъ личною благодарностью во время смотровъ и при представленіяхъ Его Величеству, такъ равно и многими наградами, изъ которыхъ последняя была производство за отличіе по службе въ генералъ-маіоры— Антонов А. Н. 
- 1871-1873 - прикомандирован к 26-й пехотной дивизии.
- 03.08.1873-12.09.1874 — помощник начальника 14-й пехотной дивизии — командир 1-й бригады дивизии.
- 12.09-1.10.1874 — командир 1-й бригады 27-й пехотной дивизии.
- 01.10.1874-14.03.1879 — командир 1-й бригады 26-й пехотной дивизии, с которой принял участие в русско-турецкой войне 1877—1878 годов.

[В ходе войны 1877—1878 годов,] «командуя отдельным отрядом, Н. Н. Малахов внезапной и энергичной атакой взял 2 сентября 1877 года укрепленную турецкую позицию у д. Осиково (в районе Рущукского отряда); 9 сентября отличился в бою у Церковны (Чаиркиой), а 22 ноября сбил турок с сильно укрепленной позиции у Златарицы (ордена св. Станислава 1-й степени с мечами и св. Анны 1-й степени с мечами и Золотое оружие)».— Военная энциклопедия
- 30.08.1875 — награждён орденом Святого Владимира 3-й степени.
- 27.02.1878 — награждён орденом Святого Станислава 1-й степени с мечами.
- 30.04.1878 — награждён золотой саблей с надписью «За храбрость» (Георгиевским оружием по статусу 1913 года).
- 04.12.1878 — награждён орденом Святой Анны 1-й степени с мечами.

- 14.03.1879-20.01.1888 — начальник 26-й пехотной дивизии.
- 17.12.1880 — именное монаршее благоволение.
- ст. 12.04.1881 — генерал-лейтенант (за отличие).
- 25.04.1881 — именное монаршее благоволение.
- 15.05.1883 — награждён орденом Святого Владимира 2-й степени.
- 30.08.1886 — награждён орденом Белого орла.
- 02.09.1886 — именное монаршее благоволение.
- 20.01.1888-11.08.1889 — начальник 1-й гвардейской пехотной дивизии.
- 19.10.1888 — награждён Прусским орденом Короны 1-й степени.
- 1888 — аренд. по 1500 рублей в год на 6 лет.
- 08.08.1889 — высочайшая благодарность.
- 08.08.1889 — именная высочайшая благодарность.
- 11.08.1889-03.06.1903 — командир Гренадерского корпуса.
- 19.05.1891 — высочайшая благодарность.
- 19.05.1891 — именная высочайшая благодарность.
- 22.08.1891 — награждён Знаком отличия беспорочной службы «XL лет».
- 30.08.1891 - награждён орденом Святого Александра Невского.
- 23.05.1892 — награждён Сербским орденом Такова 1-й степени.
- 01.02.1893 — награждён Бухарским орденом Восходящей звезды (золотым) 1-й степени.
- 15.05.1893 — монаршая благодарность.
- 1894 — увеличена аренда до 2500 рублей и продолжена на 4 года.
- ст. 06.12.1895 — генерал от инфантерии.
- 1896 — высочайшая благодарность.
- 14.05.1896 — награждён бриллиантовыми знаками к ордену Святого Александра Невского.
- 16.08.1898 — монаршая благодарность.
- 15.02.1899 — награждён румынским орденом Большой Крест Звезды.
- 01.09.1899 — награждён болгарским орденом Святого Александра 1-й степени.
- 17.04.1900 — монаршая благодарность.
- 01.01.1901 — награждён орденом Святого Владимира 1-й степени.
- 05.08.1902 — награждён золотым орденом Бухарской Звезды с алмазами.
- 1902 — награждён Знаком отличия беспорочной службы «L лет».
- 1903 — высочайшая благодарность.
- 03.06.1903-16.02.1905 — помощник командующего войсками Московского военного округа (МВО)[7].
- 16.02.1905—17.01.1906 — командующий войсками Московского военного округа.

Будучи в 1905 г. назначенным генерал-губернатором Москвы, Дубасов обратился к министру Витте за помощью для подавления беспорядков в Москве. Тот в свою очередь доложил царю: «В Москве полная анархия власти. Крайне важно скорейшее прибытие нового генерал-губернатора. Мне совершенно не известен тамошний командующий войсками (Н. Н. Малахов) — можно ли положиться на его энергию и предусмотрительность?» На докладе Витте Николай II написал: «Сегодня я назначил генерала Пантелеева генерал-адъютантом с поручением отправиться в командировку вместо Дубасова. Последнему следовало бы немедля приехать в Москву, где он встретиться с Пантелеевым … Старик Малахов достойный и твердый генерал».— О Н. Н. Малахове в книге В. Н. Балязина
- 17.01.1906 — назначен состоять по Военному министерству в Санкт-Петербурге.

Умер в Санкт-Петербурге 4 (17) апреля 1908 года. Похоронен на Смоленском православном кладбище. Могила не сохранилась.

## Семья
Первая жена — Елизавета Карловна, урожденная Рудольф.
Все трое сыновей — Александр, Владимир и Константин — стали военными. Причём первенца Александра крестил сам император Александр II. Младший сын Малахова Н. Н. — Константин Николаевич (19.04.1866 — март 1917) — в 1887 году закончил Виленское военное училище по 2-му разряду и был выпущен в 101-й пехотный Пермский полк. В 1899 году — поручик того же полка, в конце службы стал полковником. 
От Зинаиды Владиславовны Лопацинской, ещё до брака с ней, имел дочь Елену, которая родилась 04.08.1875, скорей всего в Гродненской губернии; «снисходя на Всеподданнейшее прошение командира Гренадерского корпуса генерал-лейтенанта Малахова <…> дозволено прижитой им до брака дочери Елене принять фамилию отца и вступить во все права и преимущества законных детей» ; определением Департамента герольдии Правительствующего сената от 19 февраля 1890 г. Елена Николаевна Малахова была признана в правах потомственного дворянства с причислением к роду Малаховых…».  
Елена Николаевна Малахова (1875—1968) была замужем за Алексеем Константиновичем Смысловским (1874—1935), полковником, попавшем во время Первой мировой войны в плен. У них родилось семеро детей: Борис (Хольмстон-Смысловский) (1897—1988); Татьяна (1899—1982); Георгий (1900 — до 1913); Вера (1903—1967); Игорь (1905-2000); Андрей (1909 — ок. 1935); Кирилл (1911—1995).